# Премия имени Льва Копелева
Пре́мия и́мени Льва Ко́пелева за мир и права человека названа в честь русского критика Льва Копелева (1912—1997) и с 2001 года нерегулярно присуждается Форумом имени Льва Копелева в Кёльне. Ею награждаются «люди, проекты или организации, которые работают в духе Льва Копелева». Премия является знаком признания и не включает денежную составляющую.

## Форум имени Льва Копелева
Фриц Пляйтген, познакомившийся с Копелевым в то время, когда был корреспондентом WDR в Москве, стал основателем Форума Льва Копелева и длительное время занимал пост его председателя.
В апреле 2017 года пост председателя занял тележурналист Томас Рот, а Пляйтген, как и ранее покойная Марион Грэфин Дёнгоф[значимость факта?], стал почетным председателем.
Офис ассоциации располагается в Кёльне; он предлагает программу немецко-восточноевропейских культурных встреч в комплексе зданий районной сберегательной кассы.[значимость факта?]
В начале 2024 года Форум был объявлен «нежелательной организацией» в России.

## Лауреаты премии
- 2001: Благотворительная организация HALO Trust, занимающаяся обезвреживанием наземных мин и неразорвавшихся боеприпасов, которые могут представлять опасность для гражданских лиц[2].
- 2002: Российская правозащитная организация «Мемориал».
- 2003: Израильский публицист Ури и Авнери и палестинский политолог и философ Сари Нусейбе.
- 2004: Польское Культурное общество «Боруссия»[нем.].
- 2005: Чеченская правозащитница и общественная деятельница Зайнап Гашаева;
- 2006: Швейцарский теолог, католический священник и писатель Ханс Кюнг
- 2009: Немецкий писатель Зигфрид Ленц[3]
- 2010: Редакция московской Новой газеты.
- 2012: Предприниматель и выдающийся общественный деятель Бертольд Бейтц.
- 2013: Аммар Закария и Абдул Кадер (сирийские врачи, Закария прооперировал среди прочих раненого немецкого журналиста Йорга Армбрустера[нем.][4] и Суаад Тайеб (сирийский борец за мир)[5].
- 2015: Украинский музыкант и активист Майдана Руслана Лыжичко, правозащитник Евгений Захаров, музыкант Макаревич, Андрей Вадимович и писатель Эдуард Успенский[6].
- 2016: Писатель Владимир Войнович.
- 2017: Российский социолог и руководитель исследовательского института Левада-центр Лев Дмитриевич Гудков и турецкий журналист Джан Дюндар.
- 2019: Дрезденская морская спасательная инициатива Mission Lifeline[англ.] и капитан корабля Линия жизни[нем.] Клаус-Петер Райш[нем.][7][8].
- 2020: Российская медиаорганизация ОВД-Инфо и российский историк Юрий Дмитриев
- 2021: Мария Колесникова, Светлана Тихановская и Вероника Цепкало за приверженность демократии и борьбу против явно фальсифицированных президентских выборов в Беларуси.

## Предшествующие награждения
Премии, присуждаемые под тем же названием до 2001 года, вручались в Бремене совместно с местным культурным объединением «Freizeit 2000»:
- 1999: Уилл Квадфлиг[нем.] (1914—2003)
- 2000: Ганс Кошник (1929—2016)